# Una femmina infedele
Una femmina infedele (Une femme fidèle) è un film del 1976 diretto da Roger Vadim.

## Trama
In fuga da Parigi, dove ha ucciso un uomo in un duello, Charles de Lapalmmes si rifugia in provincia, nel castello della zia. Qui trova l'affascinante Mathilde Leroy, una moglie virtuosa il cui marito è momentaneamente in Gran Bretagna. L'uomo fa il possibile per sedurla, infine riuscendovi, ma innamorandosi lui stesso.